# Cratere Fitnah
Fitnah è un cratere sulla superficie di Encelado.